# Diocesi di Musbanda
La diocesi di Musbanda (in latino Dioecesis Musbandensis) è una sede soppressa del patriarcato di Antiochia e una sede titolare della Chiesa cattolica.

## Storia
Musbanda, identificata con Dumlugöze, nel distretto di Sarıveliler in Turchia, è un'antica sede episcopale della provincia romana di Isauria nella diocesi civile d'Oriente. Faceva parte del patriarcato di Antiochia ed era suffraganea dell'arcidiocesi di Seleucia, come attestato da una Notitia episcopatuum del patriarcato datata alla seconda metà del VI secolo.
Sono solo due i vescovi conosciuti di questa antica diocesi: Sisinnio, che prese parte al secondo concilio di Nicea nel 787; e Germano, che partecipò al concilio di Costantinopoli dell'879-880 che riabilitò il patriarca Fozio di Costantinopoli.
Per un certo periodo, dopo l'occupazione araba di Antiochia, l'Isauria fu annessa al patriarcato di Costantinopoli. La diocesi di Musbanda appare in una Notitia Episcopatuum di questo patriarcato nel IX secolo.
Dal 1933 Musbanda è annoverata tra le sedi vescovili titolari della Chiesa cattolica; la sede finora non è mai stata assegnata.

## Cronotassi dei vescovi
- Sisinnio † (menzionato nel 787)
- Germano † (menzionato nell'879)